# Ahamdy Ould Hamady
Pour les articles homonymes, voir Hamady.
Ahamdy Ould Hamady (en arabe : أحمدي ولد حمادي ), né en octobre 1965 à Kiffa, est un haut fonctionnaire, juriste et homme politique mauritanien, élu le 1er septembre 2018 député à l'Assemblée nationale de la République islamique de Mauritanie.

## Biographie
Ahamdy Ould Hamady nait en 1965 au sein d'une famille noble maraboutique issue de l'une des plus grandes confédérations tribales de l'Est mauritanien, notamment de la région du Hodh El Gharbi : les Laghlal.

## Carrière
Doctorant en droit et sciences politiques, Ahamdy Ould Hamady commence sa carrière auprès de la Cour spéciale de justice à Nouakchott en 1988. Il est nommé, en 1992, chef service du Conseil des ministres, et fait son ascension en 1998 au poste de directeur du cabinet du Premier ministre Mohamed Lemine Ould Guig. Il occupe, par la suite, plusieurs postes clés du gouvernement mauritanien, à la tête de plusieurs ministères (éducation nationale; commerce, artisanat et tourisme; développement rural et environnement), jusqu'en 2001 sous la présidence de Maaouiya Ould Sid'Ahmed Taya.
En 2006, il est nommé Conseiller à la présidence sous le régime du président Ely Ould Mohamed Vall.
Ministre à trente-deux ans, Ahamdy Ould Hamady a été l'un des plus jeunes à occuper ce poste dans son pays.
Il est actuellement notaire à Nouakchott, et président de l'Ordre des notaires de Mauritanie.
Candidat du parti au pouvoir l'Union pour la République (UPR) aux Élections législatives mauritaniennes de 2018, au département de Tamchekett, Ahamdy Ould Hamady est élu le 1er septembre député à l'Assemblée nationale avec une majorité de 70,85 % des voix exprimées. Outre le parti présidentiel, ont participé à cette course électorale, des candidats du parti d'opposition islamiste Tawassoul, qui arrive second avec 20,19% des suffrages, ainsi que ceux de l'Union pour la démocratie et le progrès (UDP), parti membre de la majorité présidentielle qui capte pour sa part 7,68 % des voix.

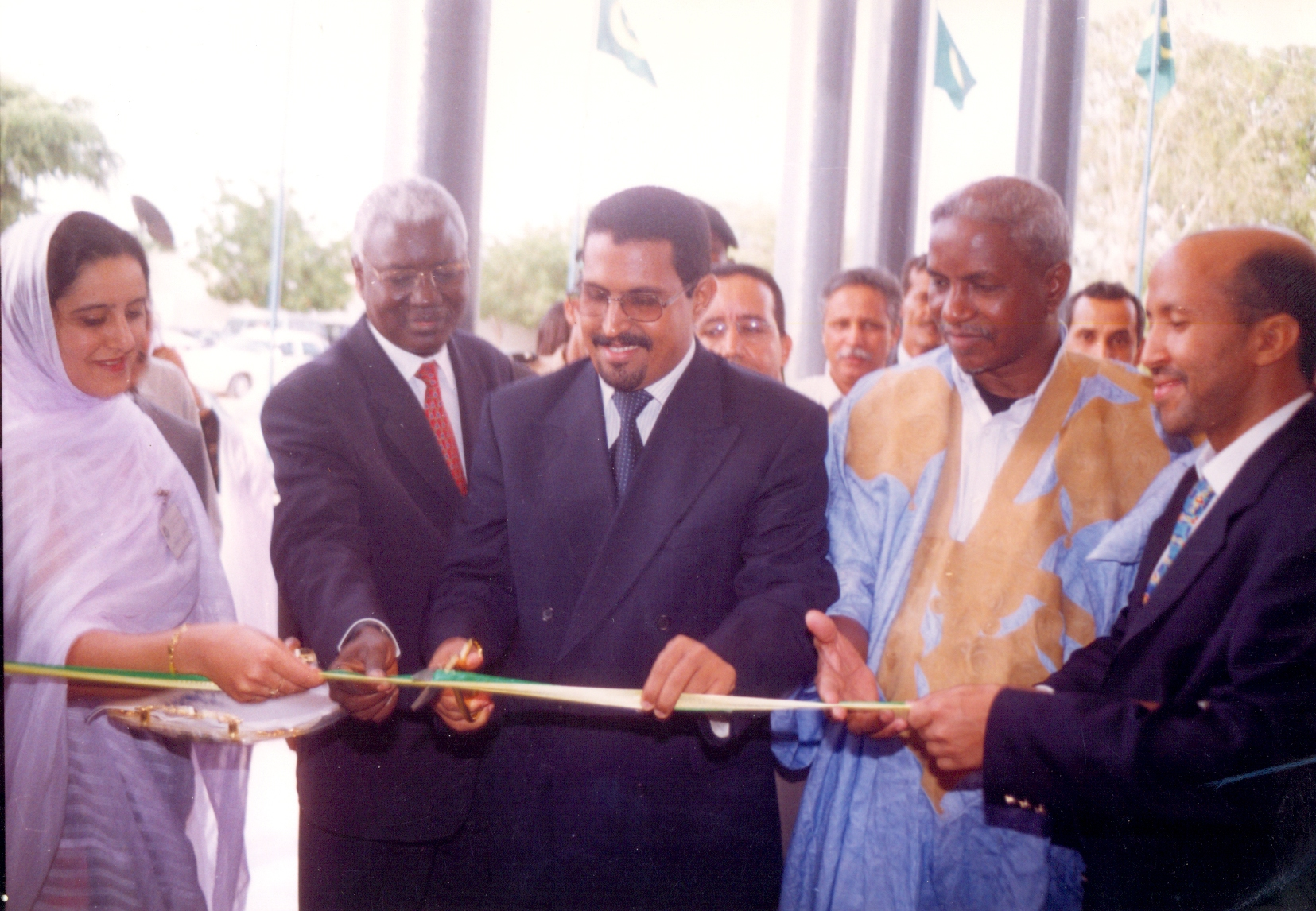
Ahamdy Ould Hamady, Ministre du Commerce de l'Artisanat et du Tourisme, inaugure le siège de la Banque nationale de Mauritanie en 1999.